# Ак-Башат (Московский район)
Ак-Башат (кирг. Ак-Башат) — село в Московском районе Чуйской области Кыргызстана. Входит в состав Ак-Сууйского аильного округа. Код СОАТЕ — 41708 217 804 02 0.

## География
Село расположено к востоку от реки Ак-Суу, на расстоянии приблизительно 13 километров (по прямой) к юго-юго-западу (SSW) от села Беловодское, административного центра района. Абсолютная высота — 1276 метров над уровнем моря.

## Население
| год     | 2009 | 2014 | 2015 |
| ------- | ---- | ---- | ---- |
| человек | 788  | 915  | 950  |